# Denise Klecker
Denise Klecker, född den 26 januari 1972 i Mainz, Tyskland, är en tysk landhockeyspelare.
Hon tog OS-guld i damernas landhockeyturnering i samband med de olympiska landhockeytävlingarna 2004 i Aten.